# V. Alonzo Sundman
V. Alonzo Sundman, finski general, * 1895, † 1960.